# Jouhe
Jouhe is een gemeente in het Franse departement Jura (regio Bourgogne-Franche-Comté) en telt 484 inwoners (2005). De plaats maakt deel uit van het arrondissement Dole.

## Mont-Roland
In de gemeente ligt de 343 m hoge heuvel Mont-Roland. Al in de 11e eeuw stond hier een kerkje met een zwart madonnabeeld dat een bedevaartsoord werd. De huidige kapel op de heuvel werd in de 19e eeuw in neogotische stijl gebouwd in opdracht van de jezuïeten. Het madonnabeeld verhuisde naar de kerk van Jouhe. Op de Mont-Roland ontspringt een beek die naar Dole loopt, waar ze uitkomt in la fontaine aux lépreux.

## Geografie
De oppervlakte van Jouhe bedraagt 6,0 km², de bevolkingsdichtheid is 80,7 inwoners per km².

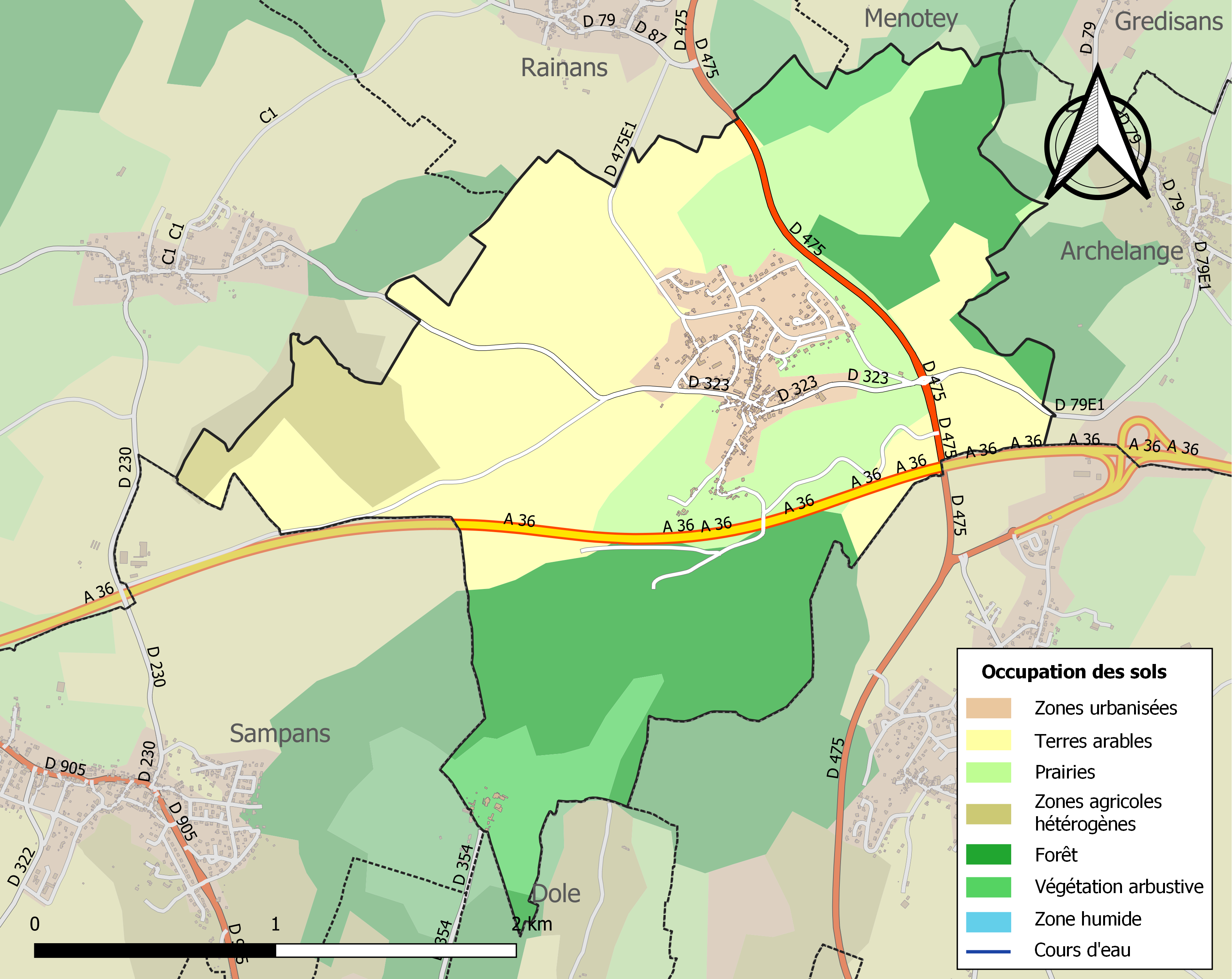
Kaart van de gemeente met de belangrijkste infrastructuur, bodemgebruik en omliggende gemeenten

## Demografie
Onderstaande figuur toont het verloop van het inwonertal (bron: INSEE-tellingen).